# Freemasons
Freemasons es un dúo inglés de música dance oriundos de Brighton, Sussex Oriental. Está conformado por los productores Russell Small (que es también la mitad del dúo de productores Phats & Small) y James Wiltshire (quién también colaboró con Phats & Small bajo el alias 'Jimmy Gómez').

## Trayectoria
Su nombre proviene de un pub de Brighton, Freemason's Tavern, al que asistían con frecuencia. El dúo también suele producir y remezclar bajo el nombre de sonido similar "Freemaison", que es también el nombre de su sello discográfico fundado en 2005. También han producido canciones bajo el nombre de Alibi, Walken, Funk Fanatics y BN3 (que es el código postal de su ciudad natal, Hove).
En 2005 ganarían cierto reconocimiento con su sencillo "Love on My Mind", con las voces de Amanda Wilson, en el que incluye elementos del éxito del 1979, "This Time Baby" de Jackie Moore y "When the Heartache Is Over" de Tina Turner. Llegó a ocupar la posición #11 en el Reino Unido y logró ingresar en varias listas europeas. En ese mismo año remezclaron la canción "Mesmerized" de Faith Evans la cual alcanzaría la primera ubicación en el Hot Dance Club Songs de los Estados Unidos. Ya en 2006, le sucedieron los sencillos "Watchin'" y "Rain Down Love" que obtuvieron moderado éxito en las listas europeas. También remezclaron el sencillo "Déjà Vu" de Beyoncé Knowles, para el que fueron nominados al premio Grammy del 2006 en la categoría Mejor grabación remixada.
En 2007 lanzaron su álbum debut Shakedown en el que incluye producciones y remezclas y además colaboraron en la coproducción de la canción "The One" de Kylie Minogue incluida en su álbum X. También en 2007, lanzan su versión de «Uninvited», canción originalmente grabada en 1998 por Alanis Morissette, siendo este su mejor performance en el Reino Unido alcanzando el puesto número 8. Esta versión también ingresó en el top 5 de los Países Bajos y Bélgica además de convertirse en un éxito en la escena dance europea en aquel momento. "Uninvited" además sirvió de primer sencillo del álbum Unmixed en el que reúne una serie de sus primeros sencillos sin mezclar. 
La hermana de Beyoncé, Solange Knowles requiere las habilidades de este dúo de productores para la creación de su sencillo "I Decided" lanzado en 2008.
En junio de 2009 lanzaron "Heartbreak (Make Me a Dancer)" con la colaboración de la cantante de pop Sophie Ellis-Bextor. Este sencillo fue el primero de su segundo álbum de estudio Shakedown 2 y posteriormente incluido en el álbum de Bextor, Make a Scene lanzado en 2011. Logró ocupar la ubicación número 13 en el Reino Unido siendo su quinto Top 20 en la lista de dicho país y contó con cierto éxito por parte de las listas europeas de música dance.
En agosto de 2010 editaron en formato digital un EP de remixes, Summer of Pride Mix en el que incluye el sencillo "Believer", una colaboración con la cantante de R&B Wynter Gordon, el cual obtendría la ubicación número 23 en la lista británica de música dance. En ese mismo año vuelven a trabajar con Sophie Ellis-Bextor como productores del sencillo "Bittersweet" alcanzando el número 25 en el Reino Unido. En 2011 colaboraron con el ganador del Pop Idol francés Christophe Willem en la canción "Starlite" de su tercer álbum Prismophonic, posteriormente lanzado como sencillo en 2012.
En 2013 lanzaron los sencillos "Bring It Back" y "Dirty Organ" con la colaboración del excantante de Deepest Blue, Joel Edwards. Estos formarían parte de su tercer álbum de estudio. En septiembre de 2014, editan su tercer álbum Shakedown 3 que incluye material nuevo y sus últimas remezclas, cuyo sencillo principal es "U Drive Me Crazy".

## Discografía

### Álbumes
- Shakedown (22 de enero de 2007)
- Unmixed (29 de octubre de 2007)
- Shakedown 2 (29 de junio de 2009)
- Shakedown 3 (1 de septiembre de 2014)

### Sencillos y EP
- 2005: "Love on My Mind" (con Amanda Wilson)
- 2005: "Zap Me Lovely (The Nokia Tune)" (vs. Trickbaby)
- 2006: "Watchin'" (con Amanda Wilson)
- 2007: "Rain Down Love" (con Siedah Garrett)
- 2007: "Nothing but a Heartache" (con Sylvia Mason-James)
- 2007: "Uninvited" (con Bailey Tzuke)
- 2008: "When You Touch Me" (con Katherine Ellis)
- 2009: "If" (con Hazel Fernandes)
- 2009: "Heartbreak (Make Me a Dancer)" (con Sophie Ellis-Bextor)
- 2010: "Believer" (con Wynter Gordon)
- 2013: "Bring It Back"
- 2013: "Dirty Organ" (con Joel Edwards)
- 2013: "Tears" (con Katherine Ellis)
- 2014: "U Drive Me Crazy" (con Joel Edwards)
- 2015: "True Love Survivory" (con Solah)

### Remixes
2003:
- Jill Day – "Happiness Street (Corner Sunshine Square)"

2004:
- B.E.D. – "Before I Leave"

2005:
- Angie Stone – "I Wasn't Kidding"
- Phats & Small – "It's A Beautiful Day"
- Herd & Fitz ft. Abigail Bailey – "I Just Can't Get Enough"
- Jamiroquai – "(Don't) Give Hate a Chance"
- Steve Mac vs. Mosquito Feat. Steve Smith – "Lovin' You More (That Big Track)"
- Faith Evans – "Mesmerized"
- Xavier – "Give Me The Night"
- U-Neeq – "Love Kills"
- Black Fras – "Movin' Into Light"
- The Beach ft. Tia – "Suntan"
- Studio B – "I See Girls (Crazy)"
- The Disco Boys feat. Manfred Mann's Earth Band – "For You"

2006:
- Beyoncé – "Ring the Alarm"
- Luther Vandross – "Shine"
- Supafly Inc. – "Moving Too Fast"
- Beyoncé – "Déjà Vu"
- Fatboy Slim – "Right Here, Right Now"
- Blaze ft. Barbara Tucker – "Most Precious Love"
- Loleatta Holloway – "Love Sensation '06"
- Dirty Old Ann – "Turn Me On"
- Heather Headley – "In My Mind"
- Studio B – "C'mon, Get It On"

2007:
- Disco Freaks – "Take Me 2 the Sun"
- Beyoncé & Shakira – "Beautiful Liar"
- Beyoncé – "Green Light"
- Alibi vs. Rockefeller – "Sexual Healing" (ft. Marvin Gaye)
- Kelly Rowland – "Work"
- Eurythmics – "Here Comes the Rain Again" (Freemasons Bootleg)
- New Order – "Blue Monday" (Freemasons Bootleg)

2008:
- The Outsiders feat. Amanda Wilson – "Keep This Fire Burning"
- Funk Fanatics feat. Peyton – "Love Is the Answer"
- Kylie Minogue – "The One"
- Solange – "I Decided"
- Solange – "Sandcastle Disco"
- Moby – "Disco Lies"
- Eric Prydz – "Pjanoo"
- Gusto feat. Amanda Wilson –  "Disco's Revenge '08"

2009:
- Axwell & Bob Sinclar – "What a Wonderful World"
- The Jackson 5 – "ABC"
- Whitney Houston – "Million Dollar Bill"
- Mr. DYF feat. Shena – "Hold On"

2010:
- Faith Hill – "Breathe"
- Shakira – "Gypsy"
- Sophie Ellis-Bextor – "Bittersweet"
- Hurts – "Wonderful Life"
- Shakira – "Waka Waka (This Time for Africa)"
- Shakira ft. Dizzee Rascal – "Loca"
- Pegasus – "Pegasus"
- George Michael – "I Want Your Sex"

2011:
- Alexis Jordan – "Good Girl"
- Yasmin – "Finish Line"
- Yasmin feat. Shy FX & Ms Dynamite – "Light Up (The World)"
- Nightcrawlers feat. Taio Cruz – "Still Cryin'"
- Hurts – "Better Than Love"

2012:
- Adele – "Rolling In The Deep"
- Emeli Sandé – "Heaven"
- Rizzle Kicks – "Mama Do the Hump"
- Katy Perry – "Part of Me"
- Christophe Willem – "Starlite"

2013:
- Depeche Mode – "Heaven"
- Hurts – "Exile"
- John Newman – "Cheating"
- Pegasus – "Into My Arms"
- Rubylux vs. Freemasons – "The World Goes Quiet"
- London Grammar – "Nightcall"

2014:
- Pegasus feat. Levana Wolf – "Gorecki"
- Gorgon City feat. Jennifer Hudson – "Go All Night"

2015:
- Therese – "Put 'Em High"

### Producciones para otros artistas
| Año  | Canción              | Artista             | Álbum                               | Notas                                          |
| ---- | -------------------- | ------------------- | ----------------------------------- | ---------------------------------------------- |
| 2007 | "The One"            | Kylie Minogue       | X                                   | Coproducido con R. Stannard                    |
| 2008 | "I Decided (Part 2)" | Solange Knowles     | Sol-Angel and The Hadley St. Dreams | Coproducido con The Neptunes                   |
| 2010 | "Bittersweet"        | Sophie Ellis-Bextor | Make a Scene                        | Coproducido con Biffco (R. Stannard)           |
| 2011 | "Starlite"           | Christophe Willem   | Prismophonic                        | Coproducido con Sarah deCourcy y Amanda Wilson |